# Koirajärvi (Karesuando socken, Lappland, 760200-178776)
Koirajärvi är en sjö i Kiruna kommun i Lappland och ingår i Torneälvens huvudavrinningsområde. Sjön har en area på 0,0584 kvadratkilometer och ligger 311 meter över havet.

## Delavrinningsområde
Koirajärvi ingår i det delavrinningsområde (760263-178705) som SMHI kallar för Mynnar i Muonioälvens vattendragsyta. Medelhöjden är 312 meter över havet och ytan är 7,46 kvadratkilometer. Räknas de 10 avrinningsområdena uppströms in blir den ackumulerade arean 175,3 kvadratkilometer. Muonioälven bigren (Muonioälven) som avvattnar avrinningsområdet har biflödesordning 3, vilket innebär att vattnet flödar genom totalt 3 vattendrag innan det når havet efter 394 kilometer. Avrinningsområdet består mestadels av skog (38 procent), öppen mark (12 procent) och sankmarker (38 procent). Avrinningsområdet har 0,33 kvadratkilometer vattenytor vilket ger det en sjöprocent på 3,6 procent. Bebyggelsen i området täcker en yta av 0,55 kvadratkilometer eller 6 procent av avrinningsområdet.